# Бюро відбудови Варшави
Бюро відбудови Варшави (пол. Biuro Odbudowy Stolicy (BOS), також можна вживати Бюро відбудови столиці) — установа, яка була створена в 1945 році  декретом Крайової Ради Народної в цілях відбудови Варшави, яка була знищена під час  II світової війни.

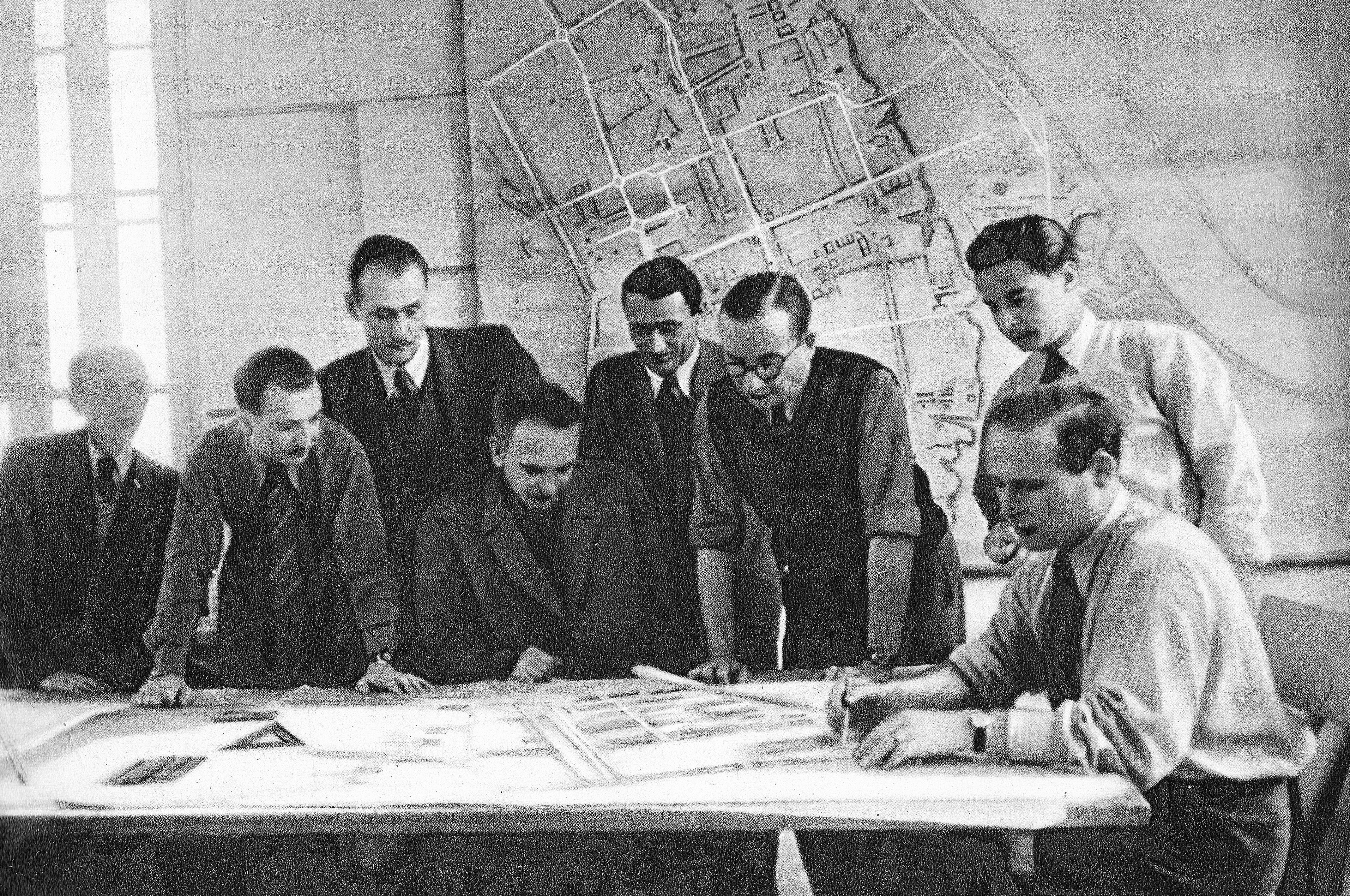
Співробітники Бюро відбудови Варшави. Здіва направо: Зигмунт Скібнєвський, Станіслав Янковський, Станіслав Дзевульський, Войцех Піотровський, Миколай Кокозов, Казімєж Марчевський, Єжи Василевський та Тадеуш Іскєрка

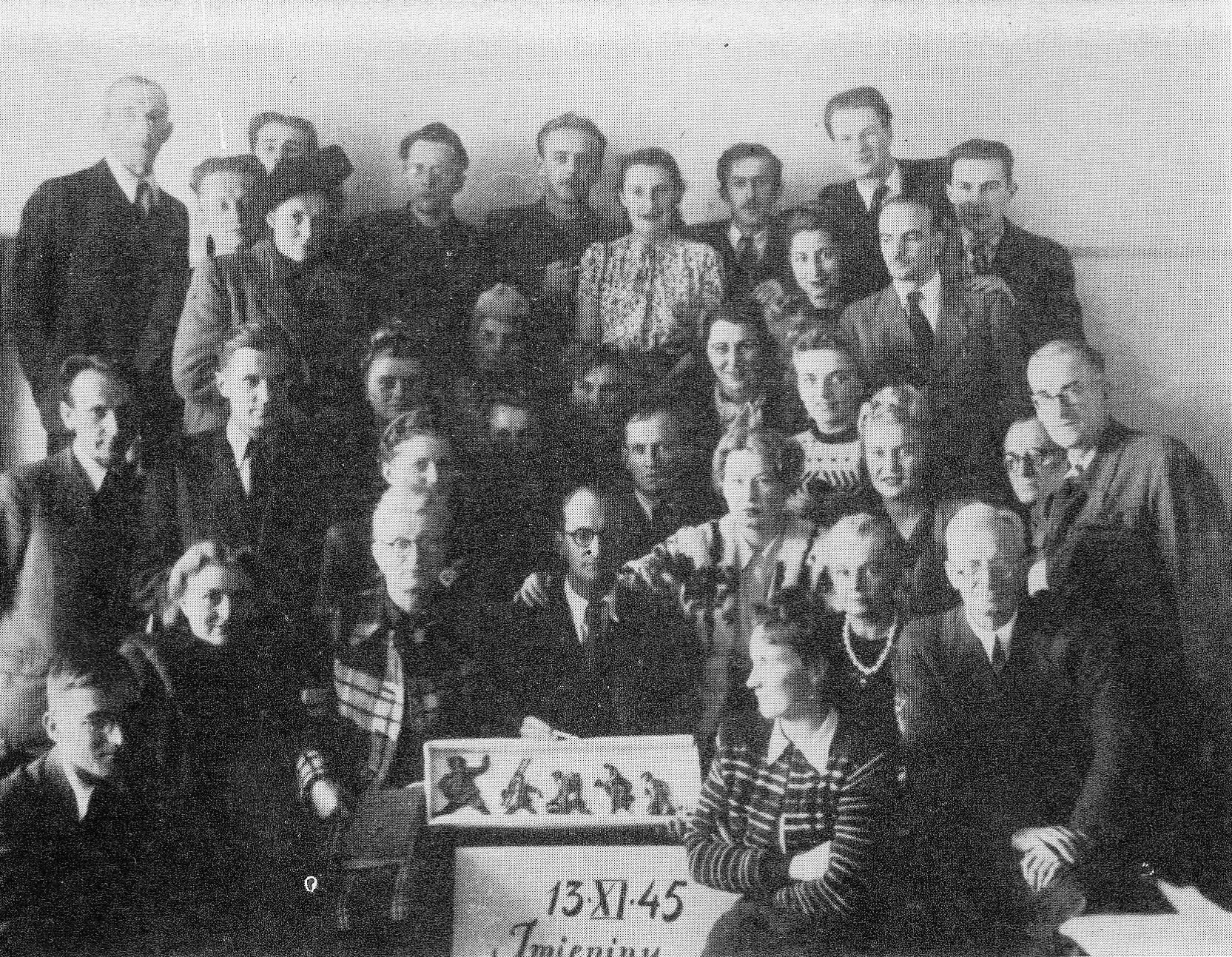
Співробітники відділу Історичної Архітектури в 1945 році

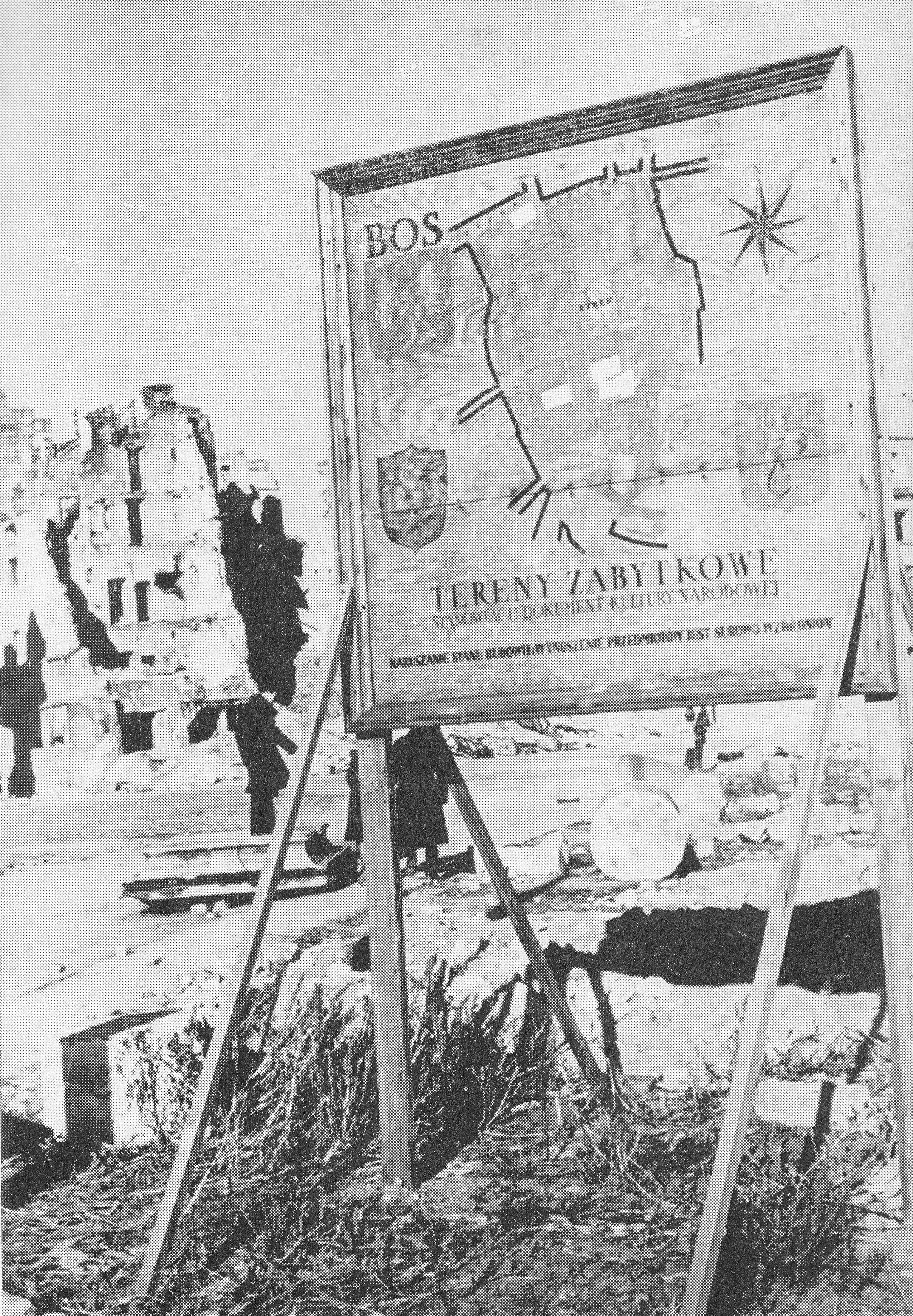
Табличка бюро відбудови, що висіла на замковій площі

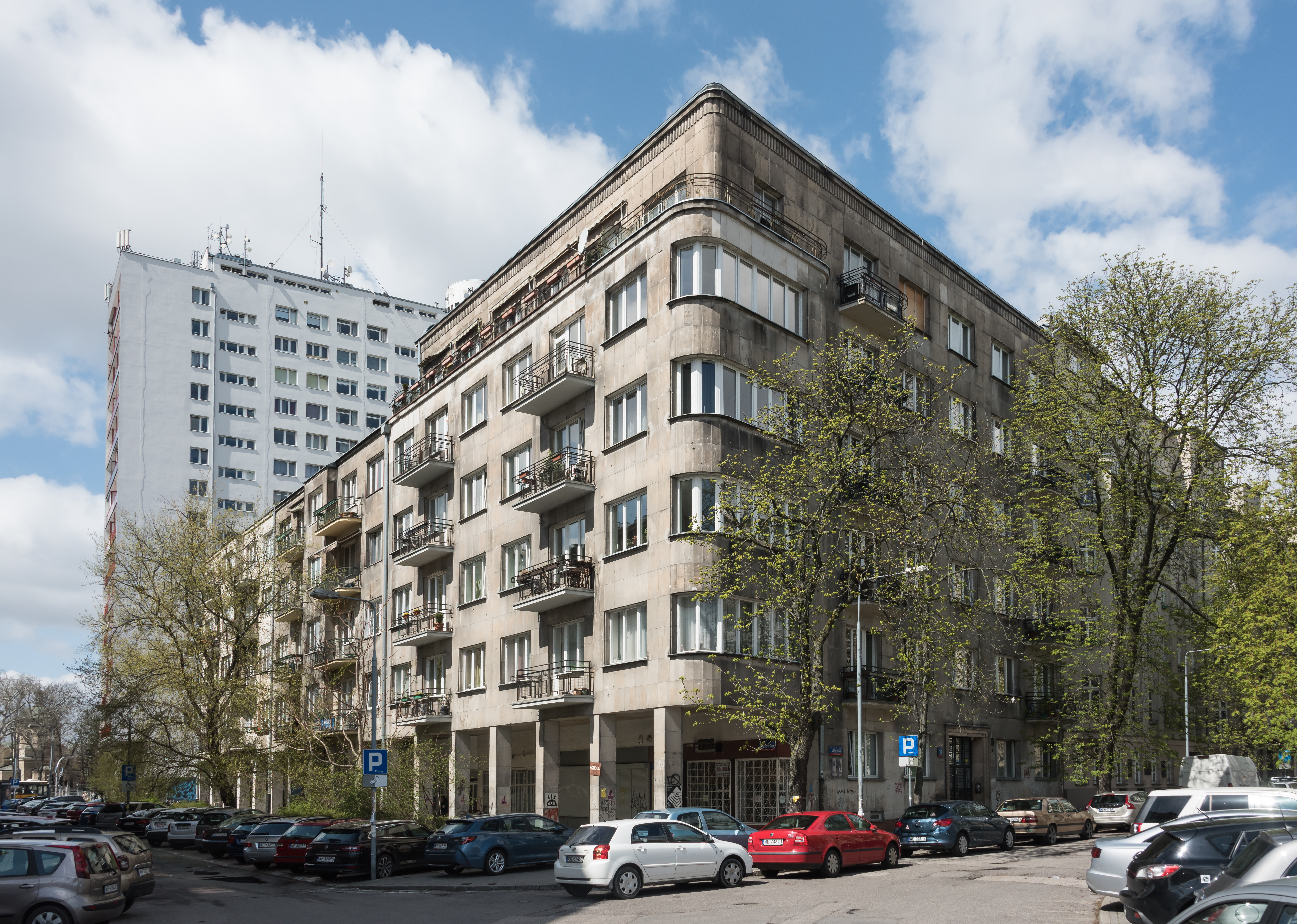
Будинок на вулиці Хоцімькій 33, в якому в 1945–1951 розміщалося Бюро Відбудови Варшави

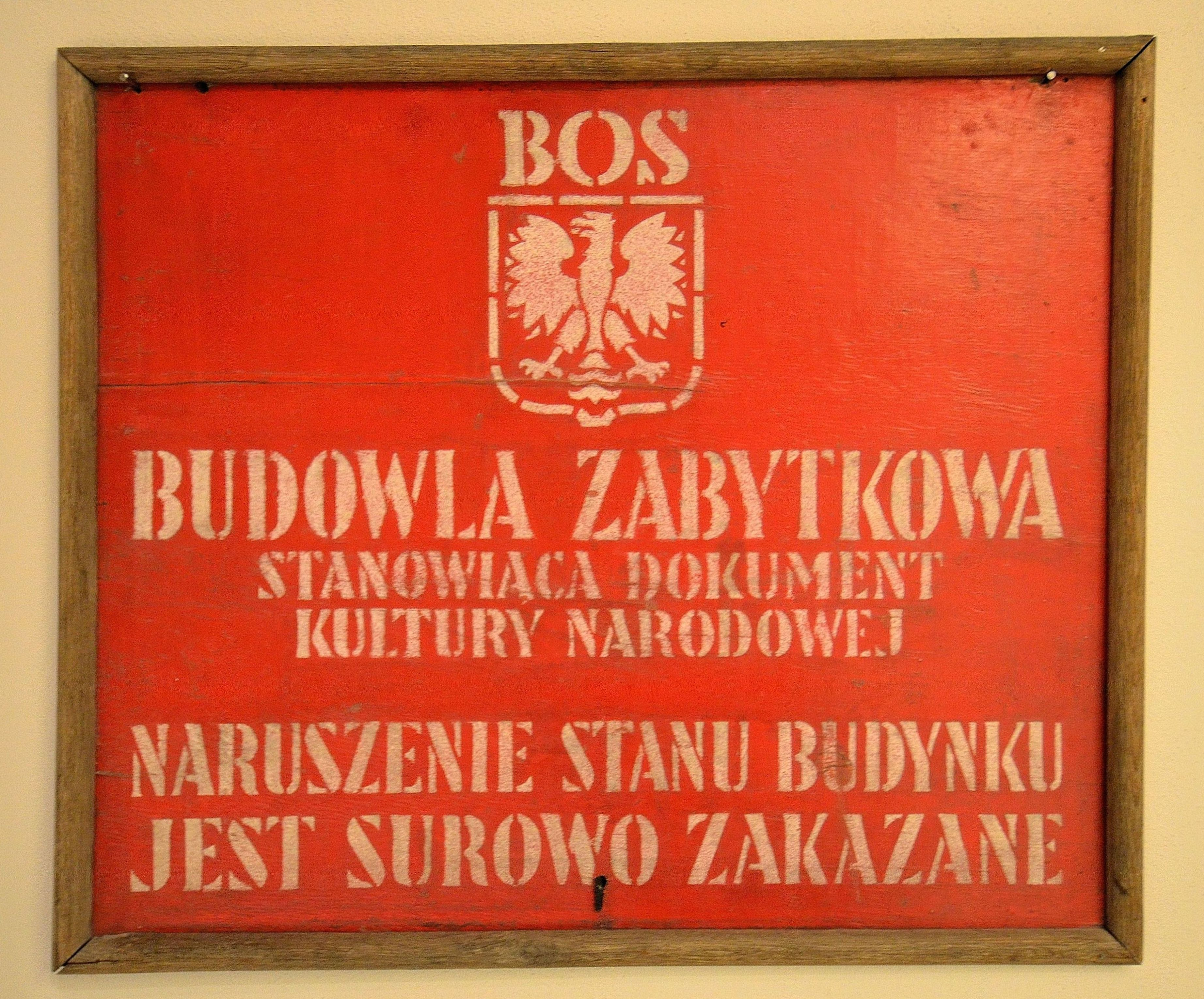
Червона таблиця інформаційна, що залишилася з 1945 року та висять на центрі збереження пам’ятників в Варшаві

## Історія
Бюро відбудови Варшави було створено 14 лютого 1945 року після реорганізації Бюро Організаційної Відбудови Варшави, яке було створено 22 січня 1945 року тодішнім мером міста Мар'яна Спихальського та керівництво якого було доручено архітектору Яна Захватовичу. Новим керівником бюро став архітектор Роман Піотровський, а його заступниками були призначені Юзеф Сігалін, а також Вітольд Плапіс. Для початку було законсервовано та описано, які частини міста вціліли, а що належить відбудувати.
Перший офіс BOS знаходився в житловому будинку Людвіка Тарновського (Кооперативне житлове товариство Міністерства громадських робіт) за адресою вул. Кобельської, 4 на території нової Праги. В лютому 1945 офіс BOS було переміщено до будинку на вулиці Хоцімська, 33. Також деякі працівники відділів, розмістилися та працювали в будівлі Лікарні Уяздовського у Варшаві, що не була зруйнована. Велика частина працівників Бюро разом з родинами мешкали в поселені в Яздові.
В 1945 році у склад  BOS входи наступні відділи:
- Відділ Урбаністики
- Відділ Архітектури та Інженерії
- Відділ Історичної Архітектури
- Відділ Інженерії
- Відділ Господарчого Планування
- Відділ Пропаганди
- Відділ Замовлень
- Відділ Нагляду
- Відділ Вимірів
- Відділ Адміністраційно-Господарчий
- Незалежний відділ кадрів
- Незалежний відділ Контролю
- Генеральний секретаріат

В липні 1945 в BOS працювало приблизно 1500 осіб — архітектори, урбаністи, інженери різних спеціальностей, економісти та юристи.
Відділ Історичної Архітектури (WAZ) відповідав за те, щоб відбудувати  Старе і Нове міста, Королівський шлях і королівських Лазєнок. Під час реконструкції столиці також стежили за збереженими панорамами міста та ландшафтами (які колись намалював на своїх картинах Бернардо Беллотто). Працівниками WAZ були такі знамениті архітектори як Ян Захватович і Пйотр Беганські.
Бюро відбудови столиці свого часу допомагало організовувати виставку „Варшава звинувачує”, яка розпочалася 3 травня 1945 р. та виставлялася в Національному музеї в Варшаві. В травні та квітні 1945 відбувалася так звана акція червоних таблиць, що відбувалася:на історичних об'єктах, майже всі з яких були знищені. На червоних табличках на яких були білий орел та білий напис: BOS — Історична будівля, яка являє собою історичну пам'ятку. Порушувати стан будівлі категорично заборонено. Ця акція зіграла важливу роль у пропагуванні ідеї охорони історичної забудови. В листопаді 1945 бюро почало видавати паперову щотижневу газету „Skarpa Warszawska”, який пізніше був перейменований в „Stolicę”.Журнал став важливим місцем для міських та соціальних дискусій які стосувалися майбутнього міста.
В 1947–1949 роках було побудовано трасу W-Z з тунелем, який пробурили під Медовою вулицею і Краківським передмістям, побудова  якого принесла багато проблем пов'язаних з архітектурними памятниками, які знаходилися біля дороги. До 1952 вдалося відбудувати Старе Місто, Краківське передмістя та вулицю Нови Свят, а також частини вулиці Медової, вулиці Довгої та вулиці Сенаторської, Театральна площа та Банковий Пляц.
У своїй роботі бюро використовувало урбаністичні пропозиції та плани які входили до передвоєного генерального плану розвитку Варшави, який в 1937 році, що  отримав золоту медаль під час всесвітньої виставки в категорії "Мистецтво та технології у повсякденному житті", яка проходила в Парижі. Бюро також займалося охороною вже існуючих будівель у місті, зробивши триразовий детальний опис стану будівель.
Здійснювати реконструкцію допомагали усі жителі Польщі. До кінця 1948 р. рахунки Соціального фонду реконструкції столиці було пожертвувано 3,4 мільярда злотих.
Бюро відбудови Варшави було ліквідовано 1951 року на підставі постанови Ради Міністрів від 6 вересня 1950 року.
Акти Бюро відбудови столиці зараз знаходяться в державному архіві у Варшаві, де вони складають один з найцінніших збірників архівних матеріалів.Сьогодні відбувається діджиталізація архіву. Цей збірник містить 14 679 папок в яких містяться мапи, плани, проєкти, інвентарні записи та фотографії 1945–1953 років. Це унікальний архів записів руйнування міста під час Другої світової війни та його реконструкції, який немає аналогів у всій повоєнній Європі. У 2011 році архів BOS поряд з іншими 44 архівами з інших країн було занесено до програми «Пам'ять світу» ініціатором якого є  UNESCO
.

## Факти
Через величезну розруху, які принесла війна у Варшаві абревіатуру BOS також жартома розшифрували як  Боже, відбудуй столицю .

## Критика
Велику критику та дискусії навколо себе викликають деякі вчинки бюро, зокрема відділу урбаністики — багато будинків, що пережили війну, через накази BOS були знищеними (хоча часто такі будівлі потребували тільки заміни лише згорілих дахів та стель). У такий спосіб було знищено безліч будинків на вулицях Хлодна, Електоральна, Огродова, Гранічна, Лешно, Вольська та Маршалковска. Також відомими є випадки, коли деякі споруди були знищені з ідеологічних причин, або ж їх частин чи різьби під приводом їх «доведення до ладу», «модернізації» та «позбавлення від прикрас сумнівної цінності».

## Память
- 14 лютого 1985 на фронтовій стіні біля будинку на вулиці Хоцімська, 33 була відкрита пам'ятна табличка з написом: В цьому будинку 14 лютого 1945 року розпочало свою працю Бюро відбудови столиці (BOS)[21]. Дошка не збереглася. У квітні 2020 року на фасаді будинку було відкрито нову інформаційну табличку муніципальною інформаційною системою Варшави на якій згадується бюро[22].
- На початку вересня 2020 парковій алеї, яка починається від площі на роздоріжжі міста Варшави та продовжується аж до вулиці Яздув було дано назву алея Бюро відбудови столиці[23].

## Галерея

### Зруйноване місто та працівники бюро

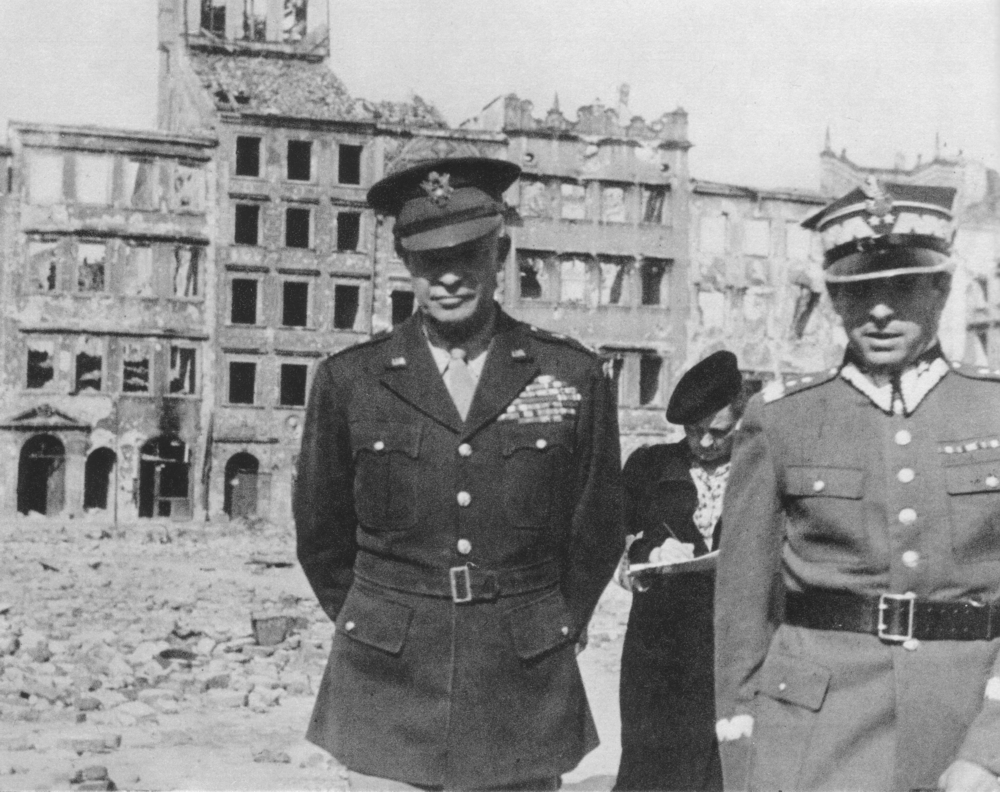
Генерали Дуайт Ейзенхауер та Маріан Спихальський на ринку старого міста у Варшаві, 21 вересня 1945
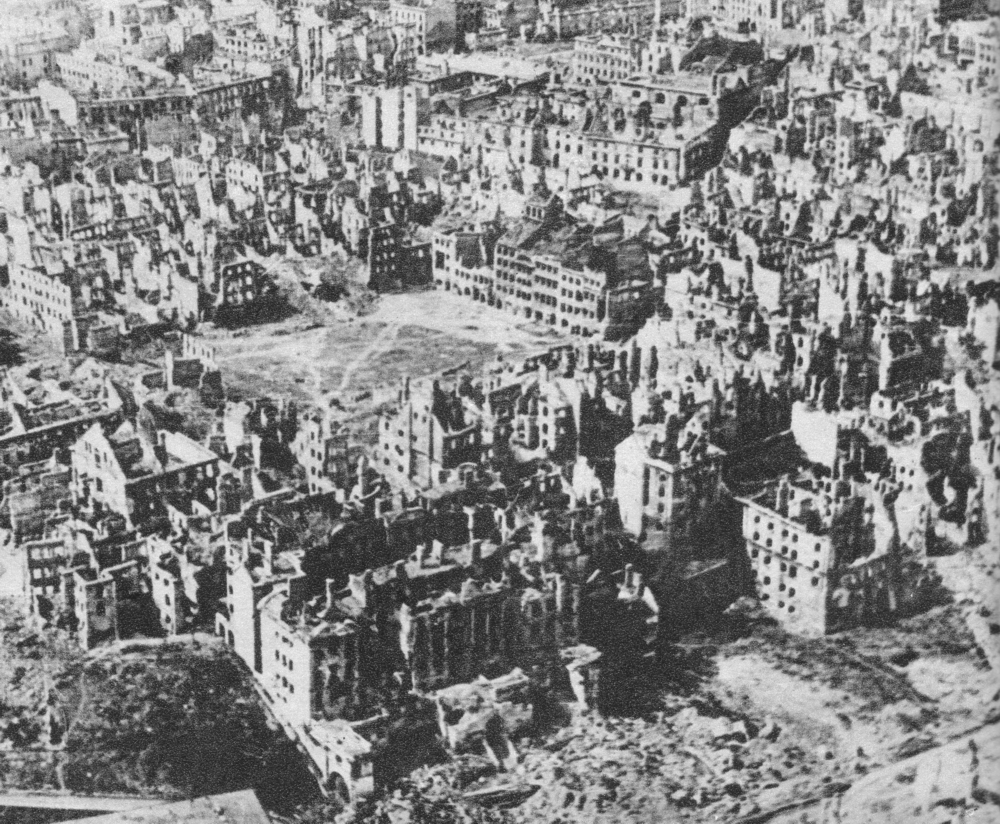
Руїни Старого Міста в Варшаві, січень 1945 р.
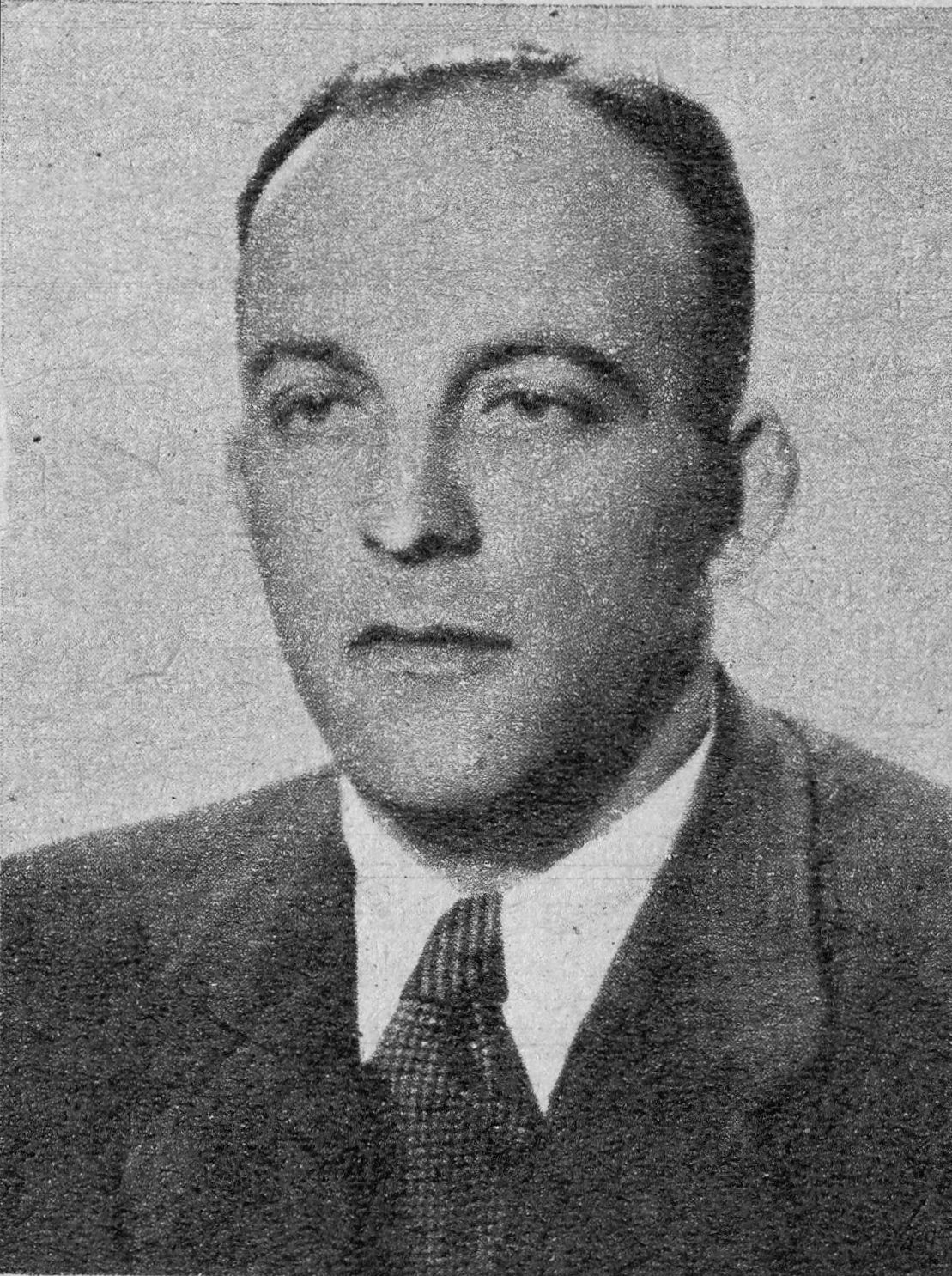
Юзеф Сігалін
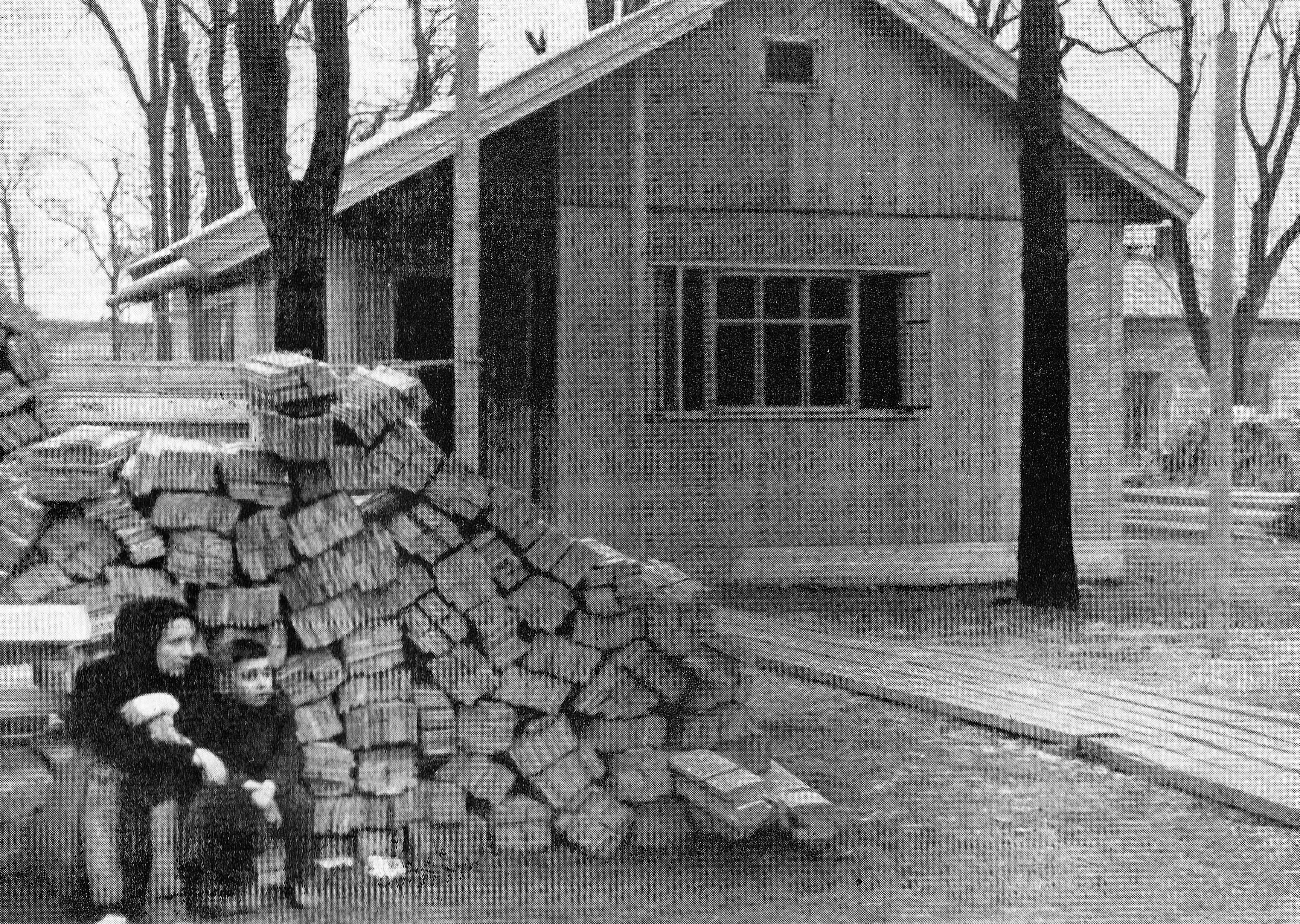
Будинки в яких жили працівники березень 1945
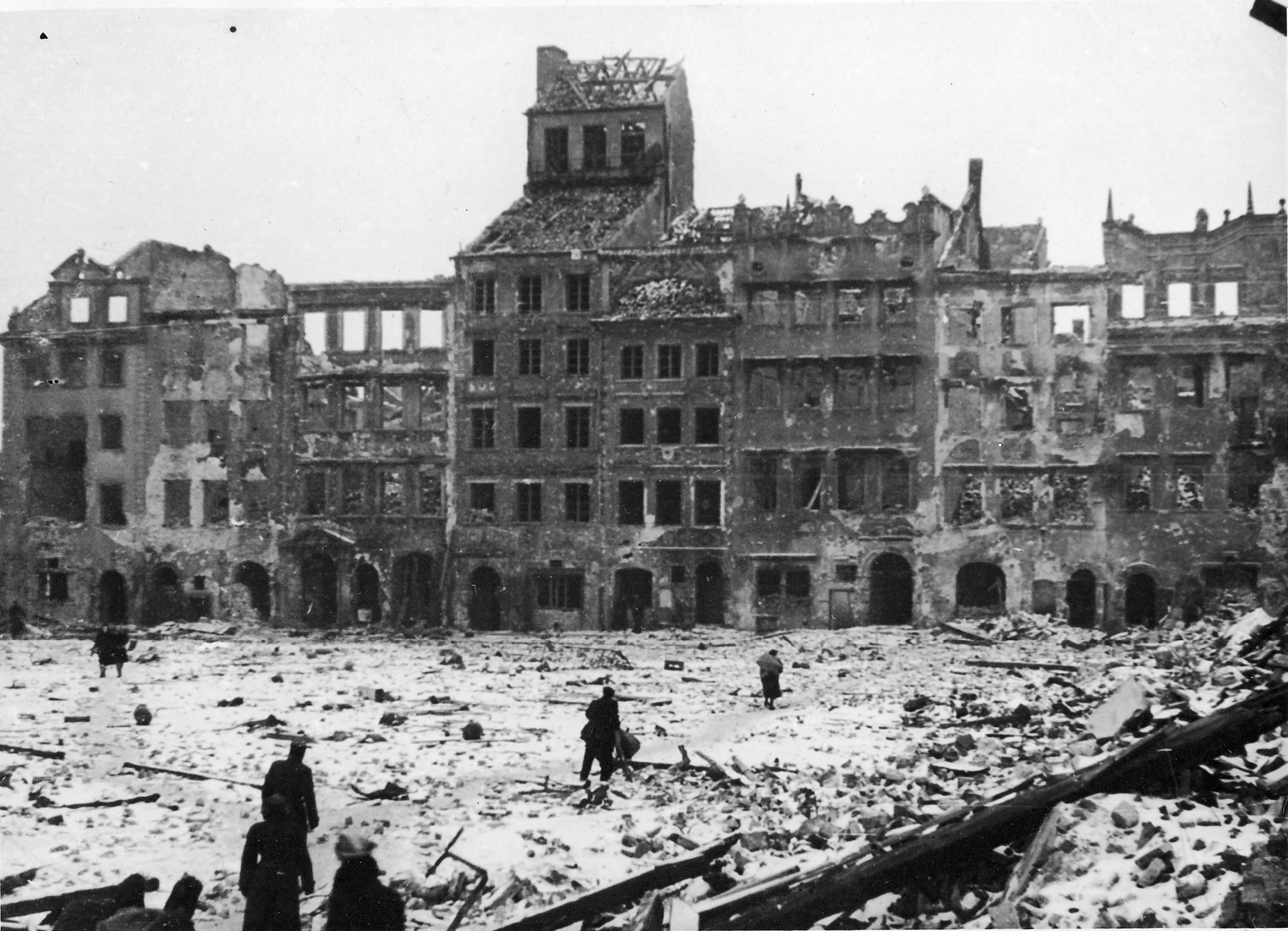
Ринок старого міста Варшави  1945

### Відновлене місто

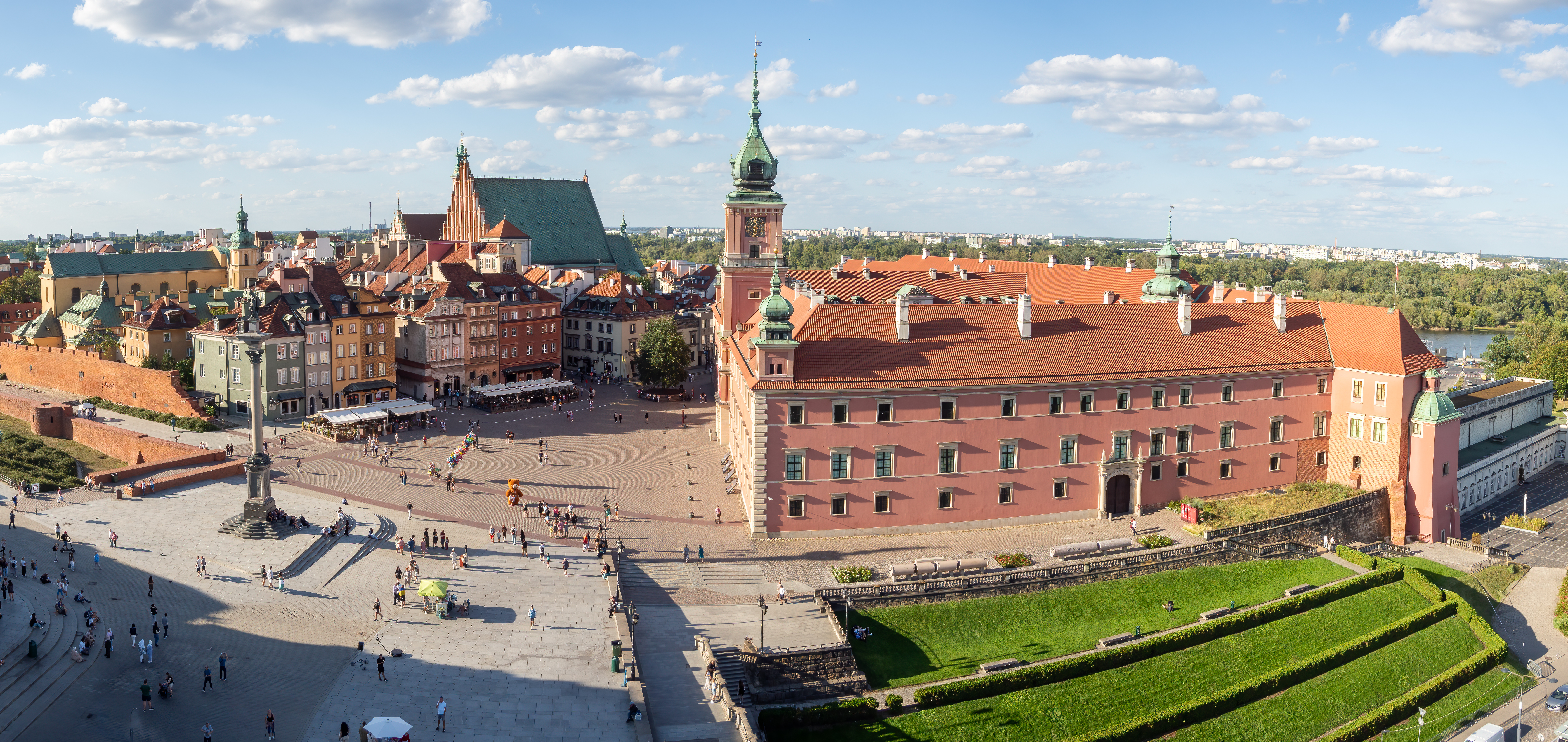
Замкова площа
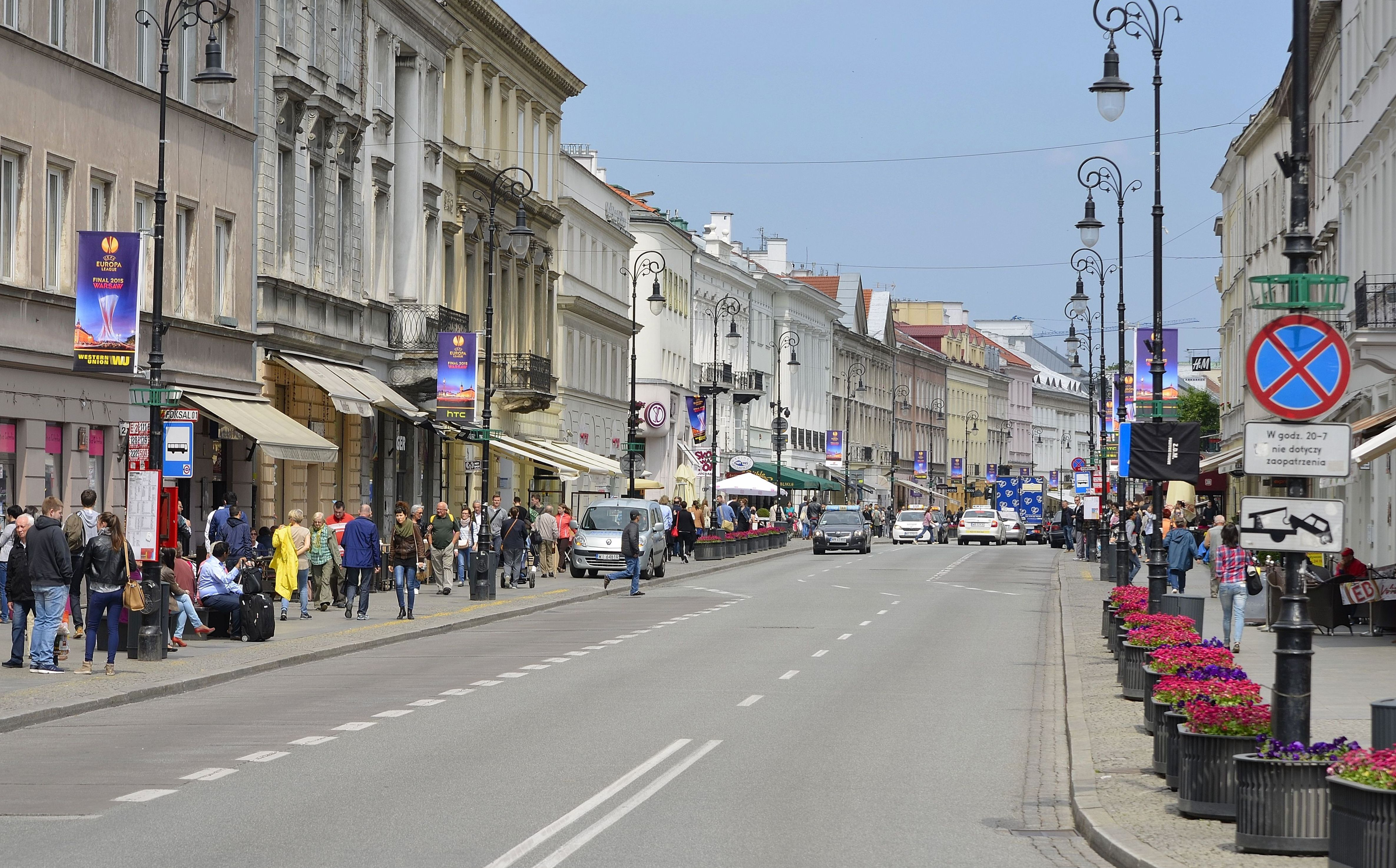
вулиця Новий світ, фрагмент королівського тракту
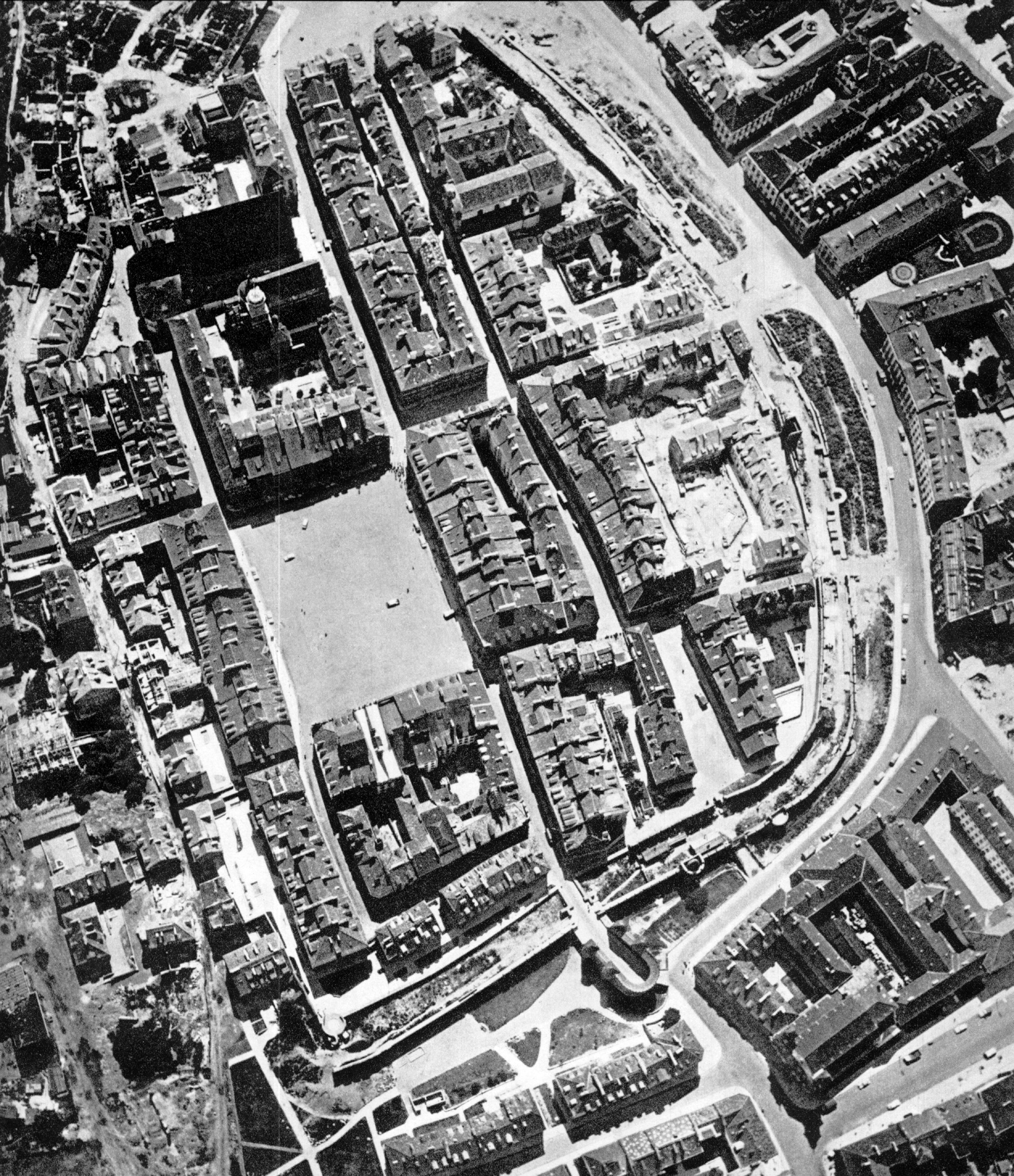
Старе місто, вигляд зверху на відбудоване місто 1960 р.
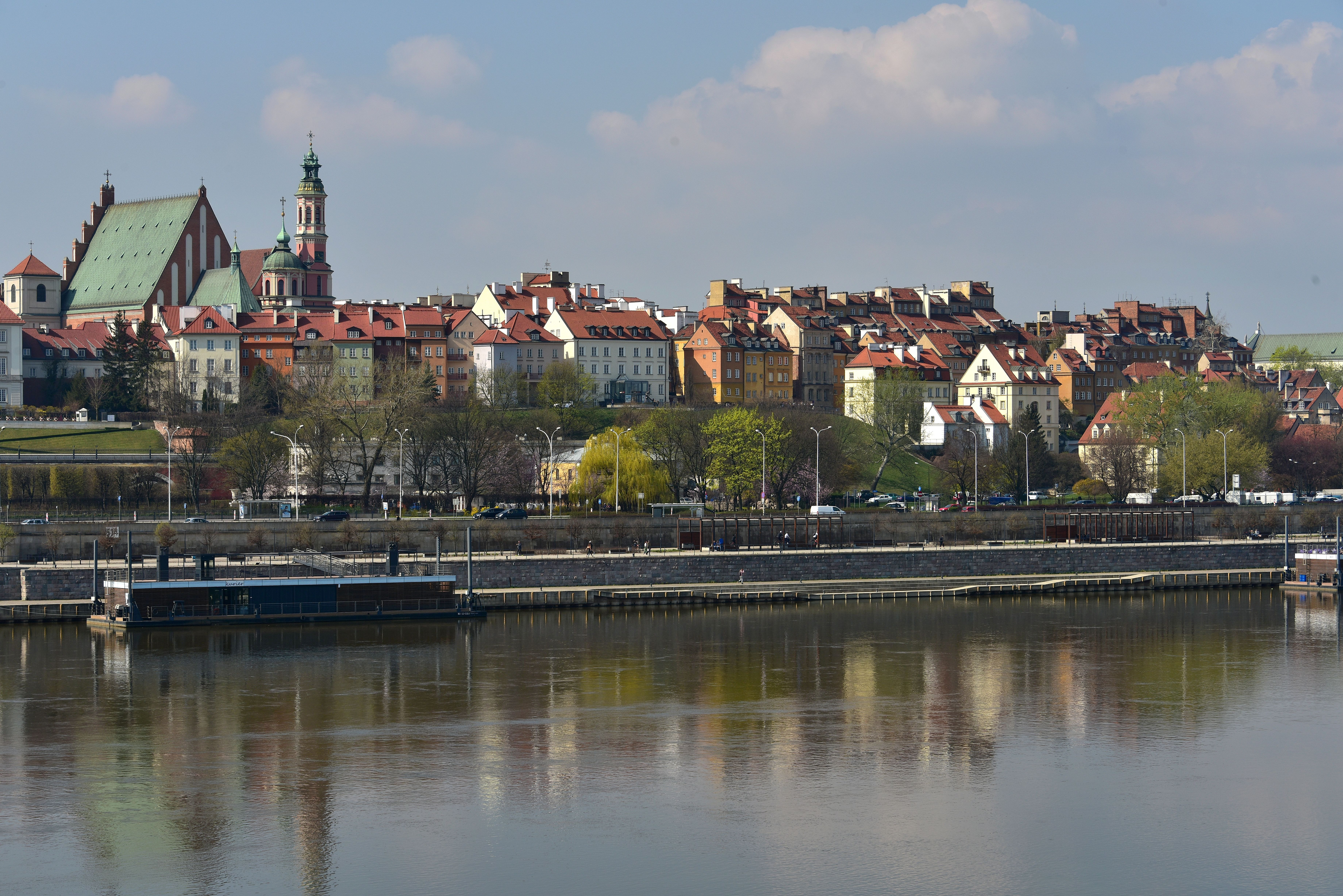
Вигляд на Старе місто зі сторони Вісли
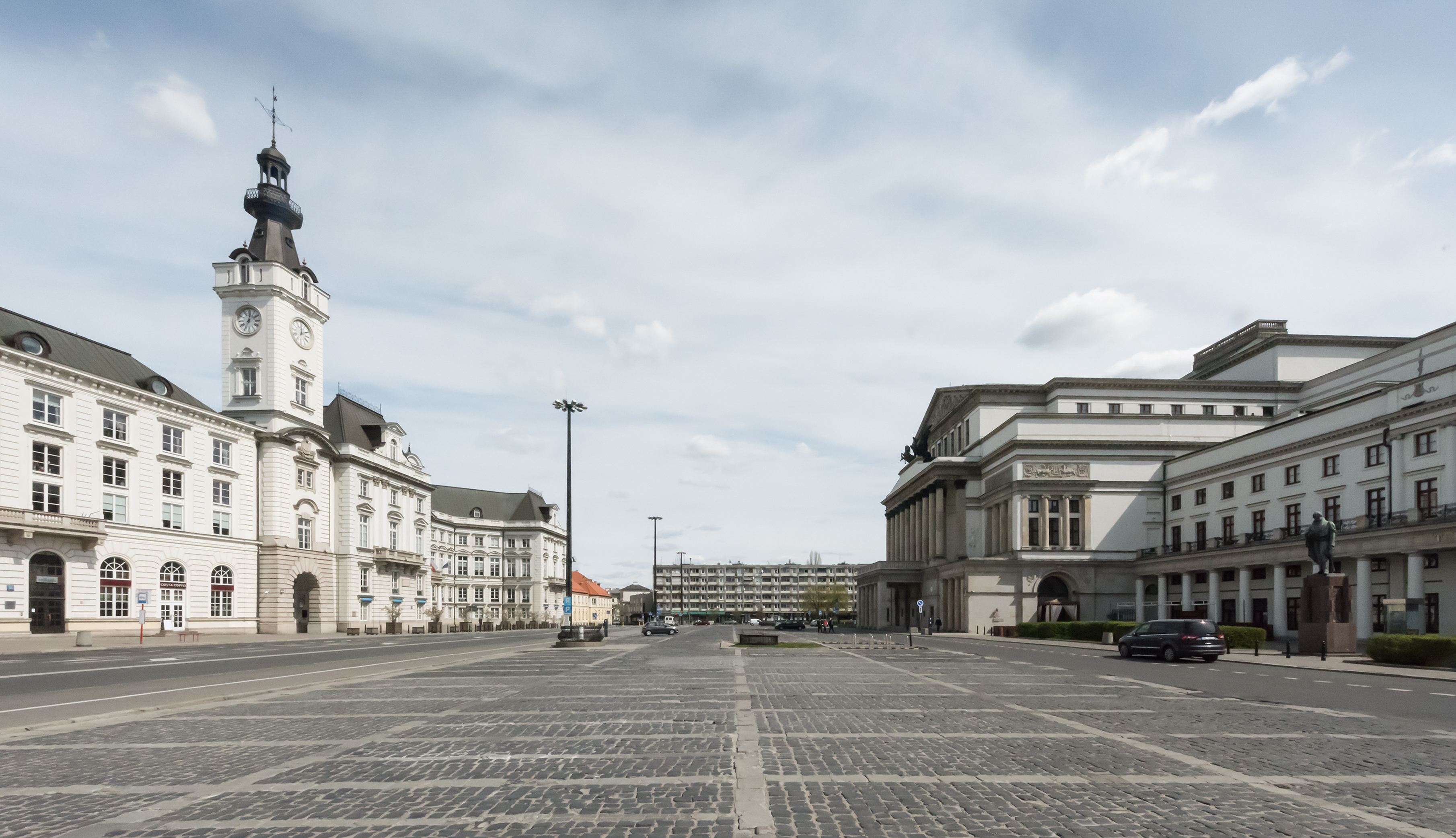
Театральна площа Варшава
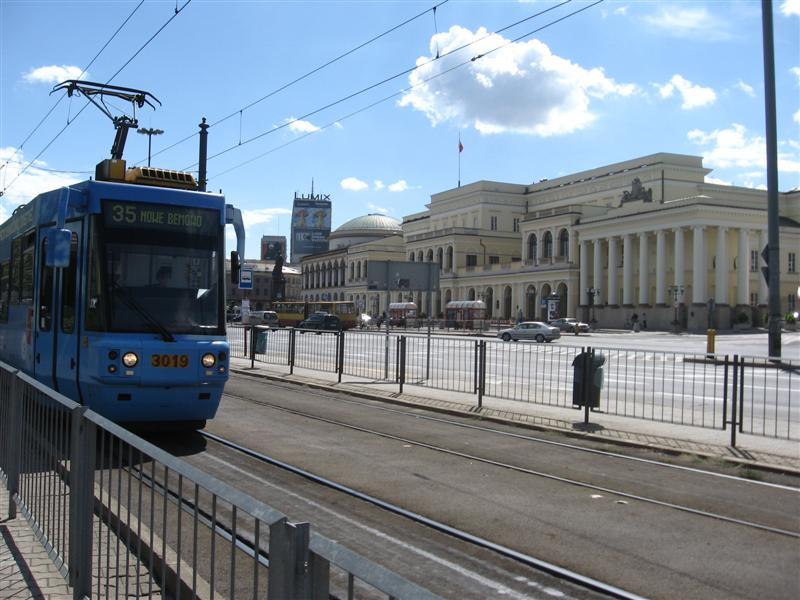
Трамвай на банківській площі

## Зовнішні посилання
Archive of Warsaw Reconstruction Office. Memory of the World [Архівовано 18 червня 2012 у WebCite]
- Kto odbudował Warszawę? I dlaczego tak?, artykuł na portalu culture.pl [Архівовано 13 квітня 2021 у Wayback Machine.]
- Sprawozdania Biura Odbudowy Stolicy [Архівовано 13 квітня 2021 у Wayback Machine.] на сайті Мазовецької бібліотеки.